# Bombardierung von Odessa

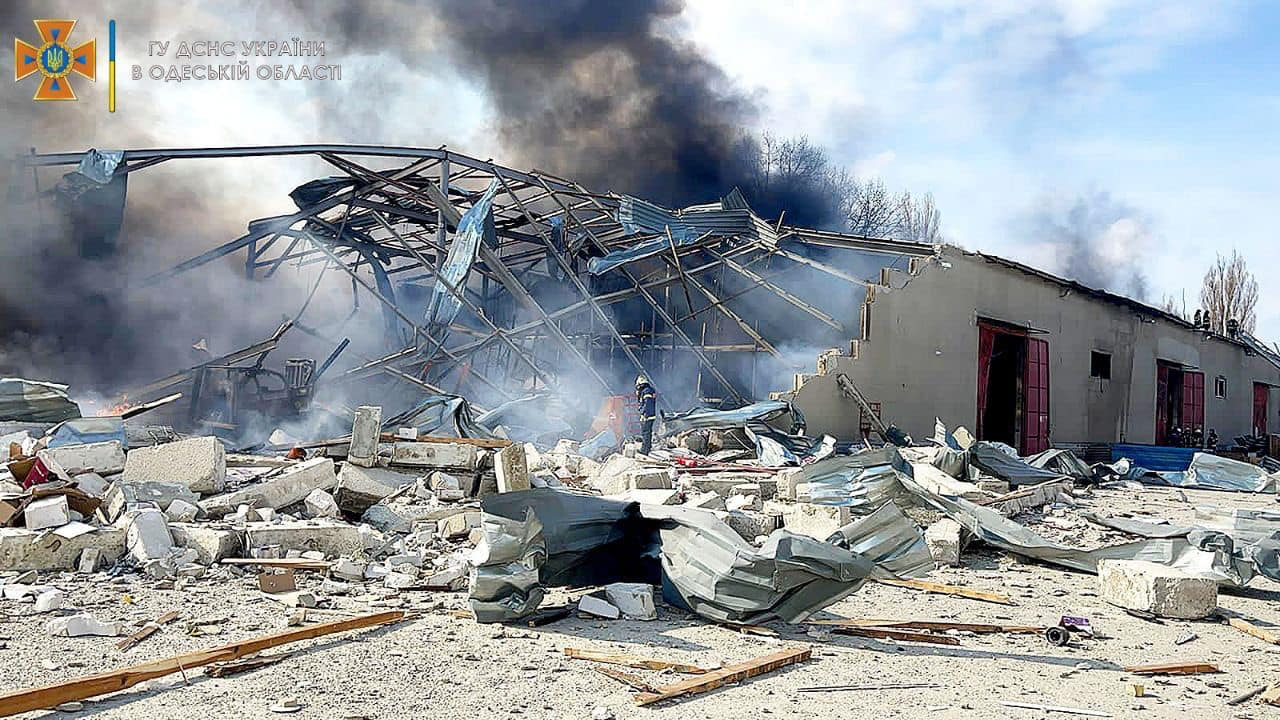
Die Folgen eines russischen Raketenangriffs auf Lagerhäuser in Odessa am 24. Februar 2022

Während der südukrainischen Offensive der russischen Invasion in der Ukraine wurden die Stadt Odessa und die umliegende Region seit Beginn des Überfalls mehrfach von den russischen Streitkräften beschossen und aus der Luft angegriffen, vor allem von russischen Kriegsschiffen, die vor der Küste des Schwarzen Meeres liegen. Die Stadt wurde auch von russischen Marschflugkörpern beschossen.

## Verlauf

### 2022

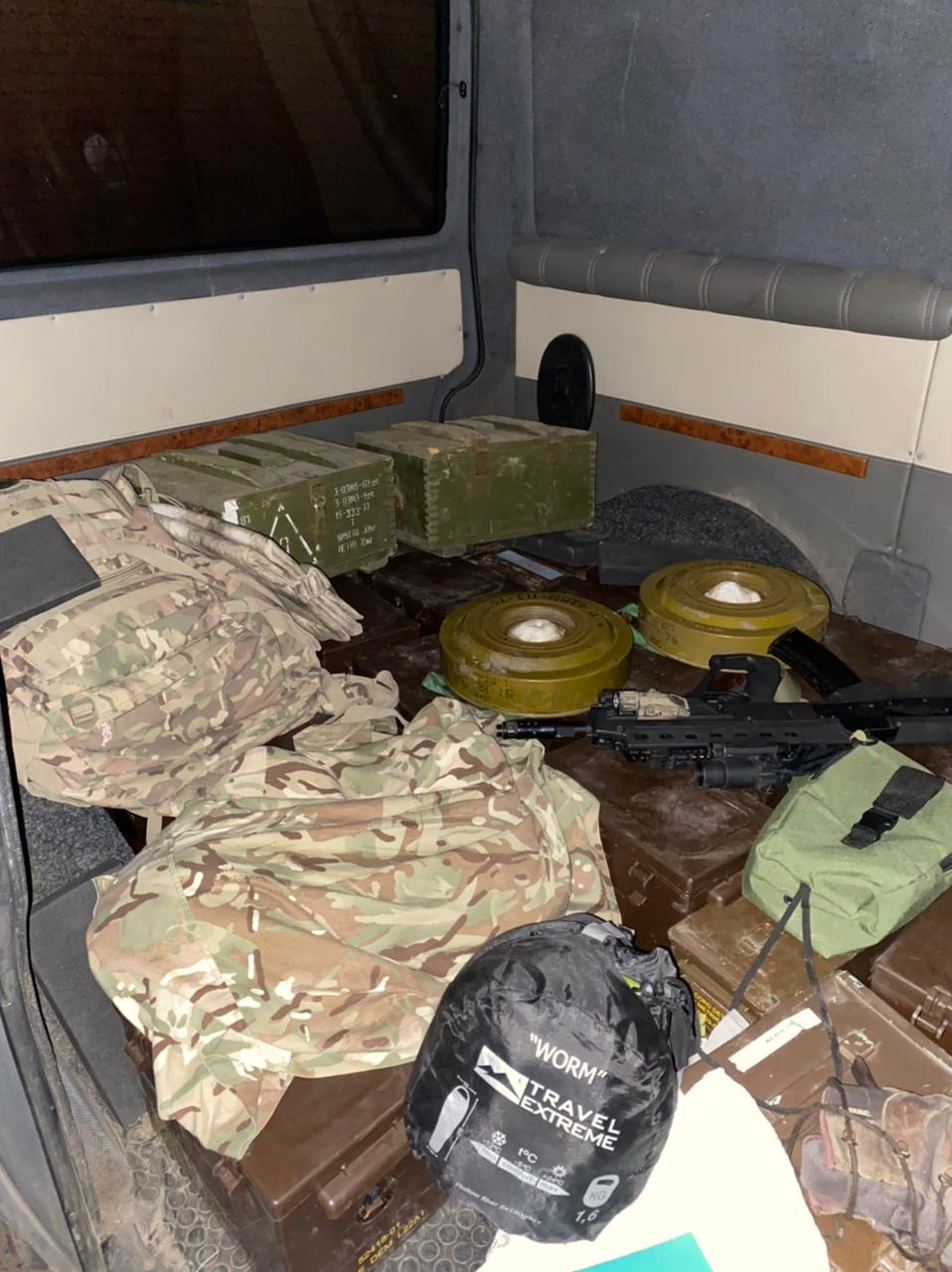
Beschlagnahmte Ausrüstung von mutmaßlichen russischen Saboteuren in Odessa, 27. Februar

Die ersten russischen Luftangriffe auf Odessa erfolgten am ersten Tag der Invasion, am frühen Morgen des 24. Februar 2022, und zielten auf Lagerhäuser in der Stadt sowie auf Radar- und Luftabwehrsysteme in Lypezke. Die Angriffe forderten mindestens 22 Tote und 6 Verwundete unter den Soldaten und Angehörigen der Streitkräfte. Die ukrainischen Behörden berichteten außerdem, dass russischer Beschuss den Militärflughafen in Odessa traf und ein Flugzeug zerstörte. Russische Saboteure hatten am 27. Februar begonnen, in Odessa zu operieren, als die ukrainischen Behörden sie festnahmen und ihre Ausrüstung beschlagnahmten. Am 2. März begannen Evakuierungszüge, die Zivilisten aus der Stadt in Richtung Czernowitz und Uschhorod zu bringen, und am 8. März verkehrten weitere Evakuierungszüge.
Gegen 12.00 Uhr Ortszeit am 2. März 2022 beschossen russische Streitkräfte das Dorf Datschne nordwestlich von Odessa, beschädigten eine Erdgasleitung und setzten neun Häuser und eine Garage in Brand. Am 3. März folgte der Beschuss der nahe gelegenen Dörfer Satoka und Bilenke, wobei in letzterem Dorf mindestens ein Zivilist getötet wurde. Russische Kriegsschiffe beschossen auch das ukrainische Zivilschiff Helt im Hafen von Odessa, wodurch es sank.
Am 5. März 2022 wurde eine russische Mil Mi-8 mit dem Kennzeichen RF-91165 in der Nähe von Odessa zerstört. Am 8. März wurde in Odessa eine neue Brigade der Territorialen Verteidigungskräfte der Ukraine gegründet, nachdem sich Zivilisten in der Stadt, die sich den Verteidigungskräften anschließen wollten, zunächst über mangelnde Organisation beschwert hatten, da sie ohne Waffen nach Hause geschickt wurden.
Gegen Ende März verstärkten sich die russischen Angriffe in Odessa. Am Morgen des 21. März 2022 tauchten russische Kriegsschiffe wieder vor der Küste auf und begannen mit dem Beschuss von Zielen in Odessa, einschließlich des Hafens, bevor die ukrainische Küstenartillerie das Feuer erwiderte und die Schiffe zurück ins Schwarze Meer trieb. Am 25. März schoss die ukrainische Luftabwehr nach eigenen Angaben drei Marschflugkörper über dem Schwarzen Meer ab, die auf dem Weg waren, Ziele in und um Odessa zu treffen. Die Ukraine behauptete, am 27. März seien zwei weitere russische Marschflugkörper vor der Küste von Odessa abgeschossen worden, obwohl die Stadt anschließend unter schweren Mörserbeschuss geriet, wie Serhij Bratschuk, Sprecher der Militärverwaltung von Odessa, auf Telegram mitteilte.
Am 13. April 2022 erklärten der ukrainische Präsidentenberater Oleksij Arestowytsch und der Gouverneur von Odessa, Maksym Martschenko, dass der russische Kreuzer Moskwa, das Flaggschiff der russischen Schwarzmeerflotte, von zwei Neptun-Antischiffsraketen getroffen worden sei und bei rauer See in Flammen stehe. Die Raketen wurden offenbar in oder in der Nähe von Odessa auf der Moskwa, 60 bis 65 Seemeilen vor der Küste, gestartet. Das russische Verteidigungsministerium teilte mit, dass durch ein Feuer Munition explodiert sei, das Schiff schwer beschädigt und die Besatzung vollständig evakuiert worden sei, ohne auf einen ukrainischen Angriff hinzuweisen. Am nächsten Tag sank das Schiff, als es versuchte, den Hafen zu erreichen, um Reparaturen durchzuführen. Russland gab an, dass ein Matrose der Moskwa getötet und 27 vermisst wurden, während 396 Besatzungsmitglieder gerettet werden konnten. Ukrainischen Quellen zufolge befanden sich jedoch zwischen 500 und 700 Besatzungsmitglieder an Bord, von denen nur 100 überlebt hatten.
Am 23. April 2022 schlug eine russische Rakete in einer Militäreinrichtung und zwei Wohngebäuden ein, wobei nach ukrainischen Angaben acht Zivilisten getötet und 18 oder 20 verletzt wurden. Russland bestätigte den Angriff und gab an, dass es sich bei der angegriffenen Einrichtung um ein logistisches Terminal auf einem Militärflugplatz handelte, in dem Waffen aus den USA und Europa gelagert wurden, die an die Ukraine geliefert wurden.

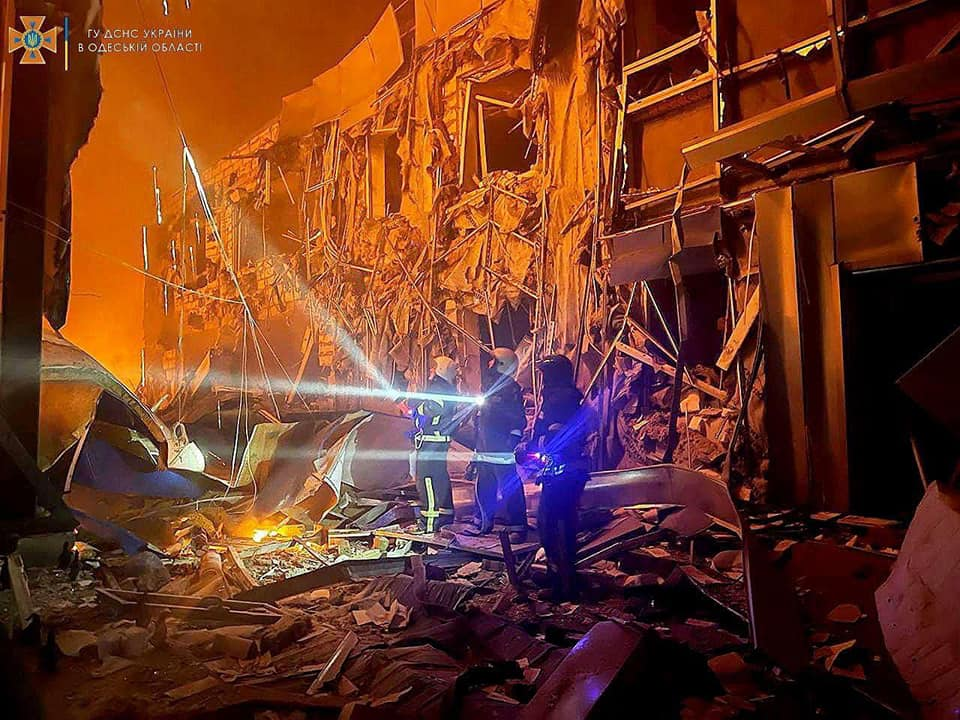
Einkaufszentrum im Dorf Fontanka in der Nähe von Odessa, zerstört am 9. Mai

Am 27. April 2022 griffen die russischen Streitkräfte die Zatoka-Brücke an, um die Stadt Odessa östlich des Dnjestr vom Rest des Landes abzutrennen.
Am 1. Mai 2022 erklärte der ukrainische Präsident Selenskyj, dass russische Streitkräfte die neu gebaute Start- und Landebahn des Flughafens von Odessa zerstört hätten. Ukrainische Beamte erklärten, die russischen Streitkräfte hätten für den Angriff eine Bastion-Rakete verwendet. Am 7. Mai wurde die Stadt erneut bombardiert, wobei vier Raketen in einem zivilen Gebäude und zwei weitere auf dem Flughafen der Stadt einschlugen. Am 7. Mai wurde eine ukrainische Marineflieger-Mil Mi-14 unter dem Piloten Oberst Ihor Bedsaj nach einem Einsatz auf der Schlangeninsel in der Nähe von Odessa von einem russischen Kampfjet abgeschossen, fünf Soldaten kamen dabei ums Leben.
Am 9. Mai 2022 feuerte Russland drei Kinschal-Raketen auf die Oblast Odessa ab. Zu diesem Zeitpunkt befanden sich der Präsident des Europäischen Rates Charles Michel und der ukrainische Ministerpräsident Denys Schmyhal in Odessa und mussten sich in einem Luftschutzkeller verstecken. Am Abend desselben Tages feuerten russische Truppen Raketen auf drei Lagerhäuser in Odessa und ein Einkaufszentrum im Dorf Fontanka in der Nähe der Stadt. In den Lagerhäusern wurden eine Person getötet und zwei Personen verletzt, in dem Einkaufszentrum wurden drei Personen verletzt.
In der Nacht vom 30. Juni auf den 1. Juli 2022 wurden drei Kh-22-Raketen, die von strategischen Bombern des Typs Tu-22M abgefeuert wurden, auf ein neunstöckiges Wohnhaus und ein Freizeitzentrum in der Siedlung Serhijiwka, Rajon Bilhorod-Dnistrowskyj, Oblast Odessa, abgefeuert. Der gesamte Teil des Wohngebäudes wurde zerstört. Mindestens 21 Menschen wurden getötet und mehr als 38 verwundet.
Am 23. Juli 2022, weniger als einen Tag nach der Unterzeichnung eines Getreideexportabkommens mit der Ukraine, schoss Russland Kalibr-Raketen auf den Seehafen Odessa ab. Nach Angaben der Ukraine wurden zwei der vier Raketen abgefangen. Russische Beamte erklärten gegenüber der Türkei, Russland habe mit dem Raketenangriff „nichts zu tun“. Am nächsten Tag bestätigte Igor Konaschenkow, ein Sprecher des russischen Verteidigungsministeriums, den Schlag und behauptete, er habe ein ukrainisches Kriegsschiff und ein Lager mit Harpoon-Schiffsabwehrraketen zerstört.
Bis zum 26. Juli 2022 wurden bei Raketenangriffen in Odessa elf Zivilisten getötet: acht (darunter ein drei Monate altes Mädchen) bei einem Angriff auf den Wohnkomplex Tiras am 23. April, ein Jugendlicher beim Angriff auf das Wohnheim am 2. Mai, ein Angestellter des Lagerhauses beim Angriff auf den Stadtteil Suworowski in Odessa am 9. Mai und ein Lagerhauswächter am 20. Juni.

### 2023

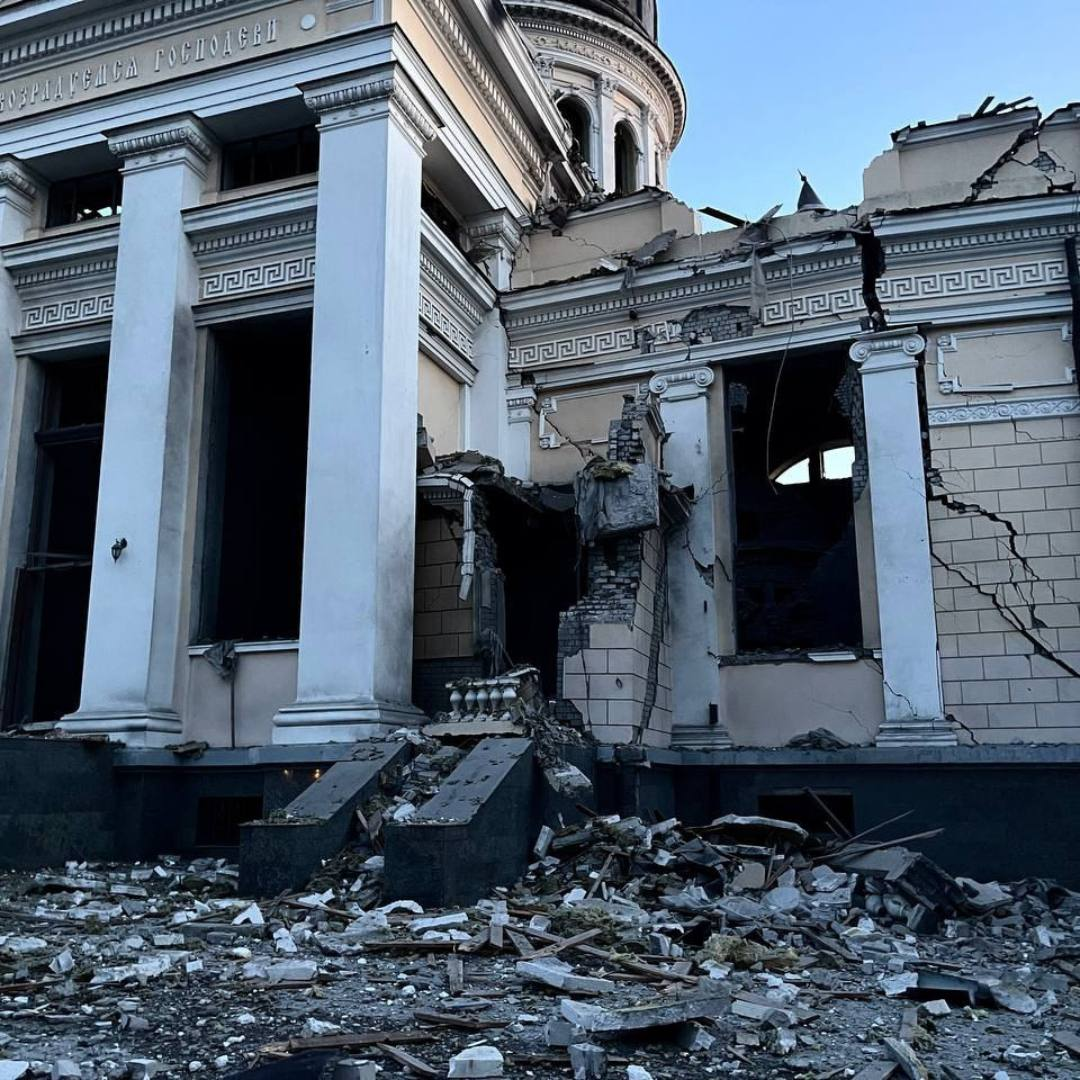
Verklärungskathedrale nach dem Raketenangriff vom 23. Juli

In der Nacht zum 19. Juli 2023 führte Russland nach seinem Rückzug aus der Schwarzmeer-Getreide-Initiative weitere Raketen- und Drohnenangriffe auf den Hafen von Odessa durch. Getreide- und Ölterminals wurden beschädigt. Nach Angaben des ukrainischen Landwirtschaftsministeriums wurden bei den Angriffen 60.000 Tonnen Getreide zerstört.
In der Nacht zum 20. Juli wurden bei einem neuen Anschlag ein Verwaltungsgebäude in Odessa und Lagergebäude in der Oblast Odessa zerstört. Unter anderem wurde das Gebäude des chinesischen Generalkonsulats und drei Museen in der Pufferzone der Weltkulturerbestätte Historisches Zentrum von Odessa (Archäologisches, Maritimes und Literaturmuseum) wurden beschädigt. Die UNESCO verurteilte den Angriff.
Am 22. und 23. Juli schlugen erneut russische Raketen in Odessa ein, darunter auch im historischen Zentrum. Nach Angaben der örtlichen Behörden wurden 25 Baudenkmäler beschädigt. Die Verklärungskathedrale, die größte Kathedrale der Stadt, wurde teilweise zerstört. Die Kathedrale gehörte der ukrainisch-orthodoxen Kirche des Moskauer Patriarchats, die ihren Sitz in Russland hat. Das Haus der Wissenschaftler wurde ebenfalls stark beschädigt. Mindestens sechs Wohngebäude wurden beschädigt; eine Person wurde getötet und 19 verletzt.
Am 29, Dezember wurde die Wohnung des Holocaust-Überlebenden Roman Schwarzman durch einen russischen Flugkörper zerstört. Eine Rakete hat das Nachbarhaus getroffen. Schwarzman schilderte: „nach der Entwarnung sind wir zurück, und auch unsere Wohnung war zerstört und zerbombt. Die Explosion hat einen 50 Meter großen Krater gerissen. Wir haben herumliegende Teile zerfetzter Körper gesehen, es war schrecklich“.